# Skarndäck
Skarndäck är den planka som avgränsar däck mot bordläggningen, oftast i det träslag som skrovet är byggt av. Mest förekommande är att skarndäcksplankan ligger på den övre bordgången och fungerar som ett sudband, skodd med ett järn mot nötning.